# یوتارو ماسودا
یوتارو ماسودا (انگلیسی: Yutaro Masuda؛ زادهٔ ۲۷ مارس ۱۹۸۵) بازیکن فوتبال اهل ژاپن است.